# Izemmouren (kommun)
Izemmouren (franska: Izemmouren (CR), Izemmouren (Commune Rurale), arabiska: ازمورن) är en kommun i Marocko.   Den ligger i provinsen Al Hoceïma och regionen Tanger-Tétouan-Al Hoceïma, i den nordöstra delen av landet, 290 km nordost om huvudstaden Rabat. Antalet invånare är 4 437.